# فرودگاه اسپنیش اسپرینگ
فرودگاه اسپنیش اسپرینگ (به انگلیسی: Spanish Springs Airport) یک فرودگاه همگانی بهره‌برداری هوایی است که یک باند فرود خاک دارد و طول باند آن ۱۰۷۹ متر است. این فرودگاه در شهر رینو، نوادا کشور ایالات متحده آمریکا قرار دارد و در ارتفاع ۱۴۰۲ متری از سطح دریا واقع شده است.